# Gare de Loos-en-Gohelle
Gare de Loos-en-Gohelle vasútállomás Franciaországban, Loos-en-Gohelle településen.

## Vasútvonalak
Az állomást az alábbi vasútvonalak érintik:
- Arras–Dunkirk-vasútvonal

## Kapcsolódó állomások
A vasútállomáshoz az alábbi állomások vannak a legközelebb:
- Gare de Lens
- Gare de Liévin